# Hochmoorschloot
Der Hochmoorschloot ist ein Schloot auf dem Gebiet der Stadt Aurich im Landkreis Aurich in Ostfriesland. Er entspringt etwa 1,4 Kilometer südlich von Spekendorf verläuft nach Norden durchs Pfalzdorfer Moor und mündet 100 Meter südlich von Spekendorf in das Norder Tief der Harle. 